# Marginalia

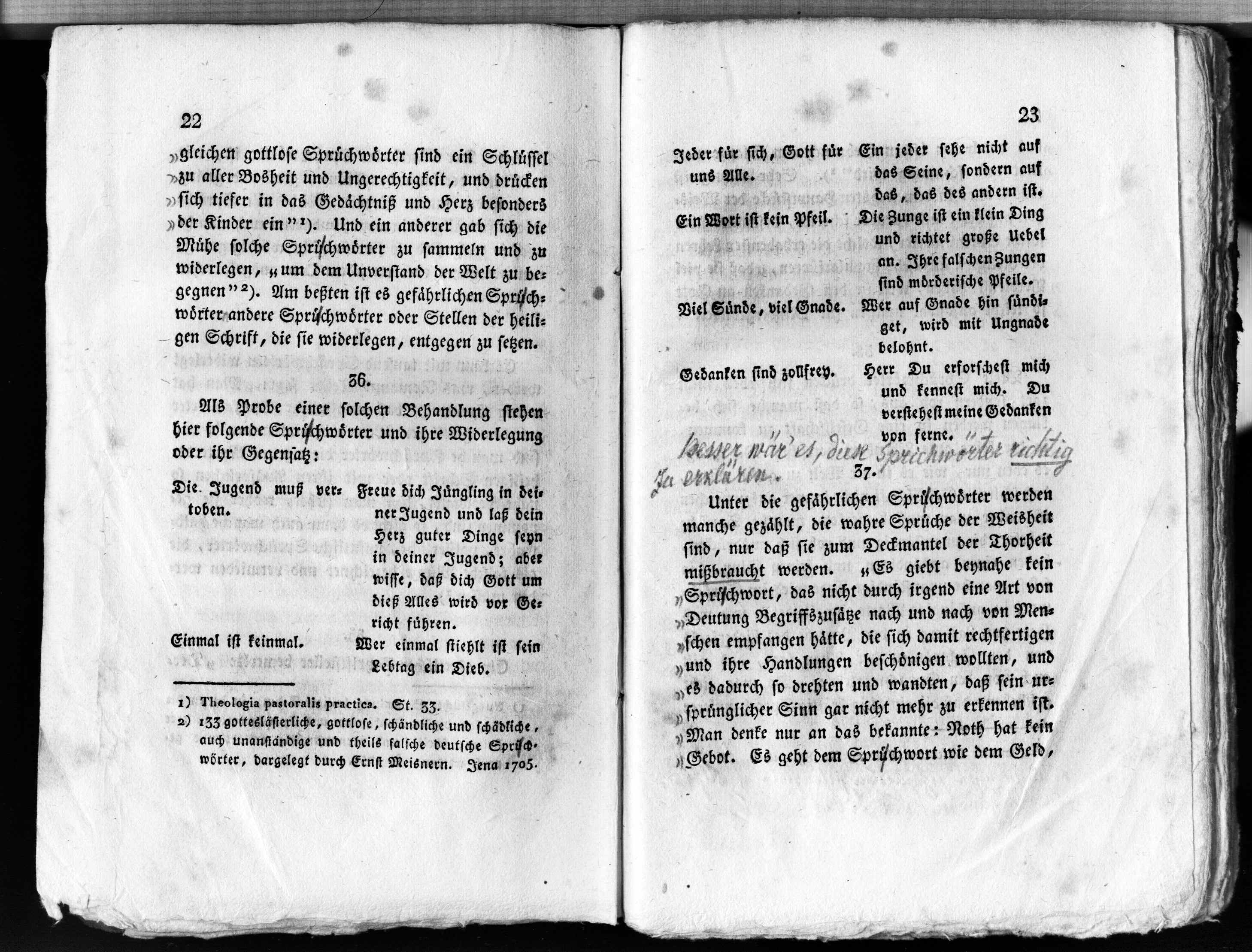
Wahrheit und Dichtung di Melchior Kirchhofer con note marginali che potrebbero essere state scritte da Joseph Eiselein.

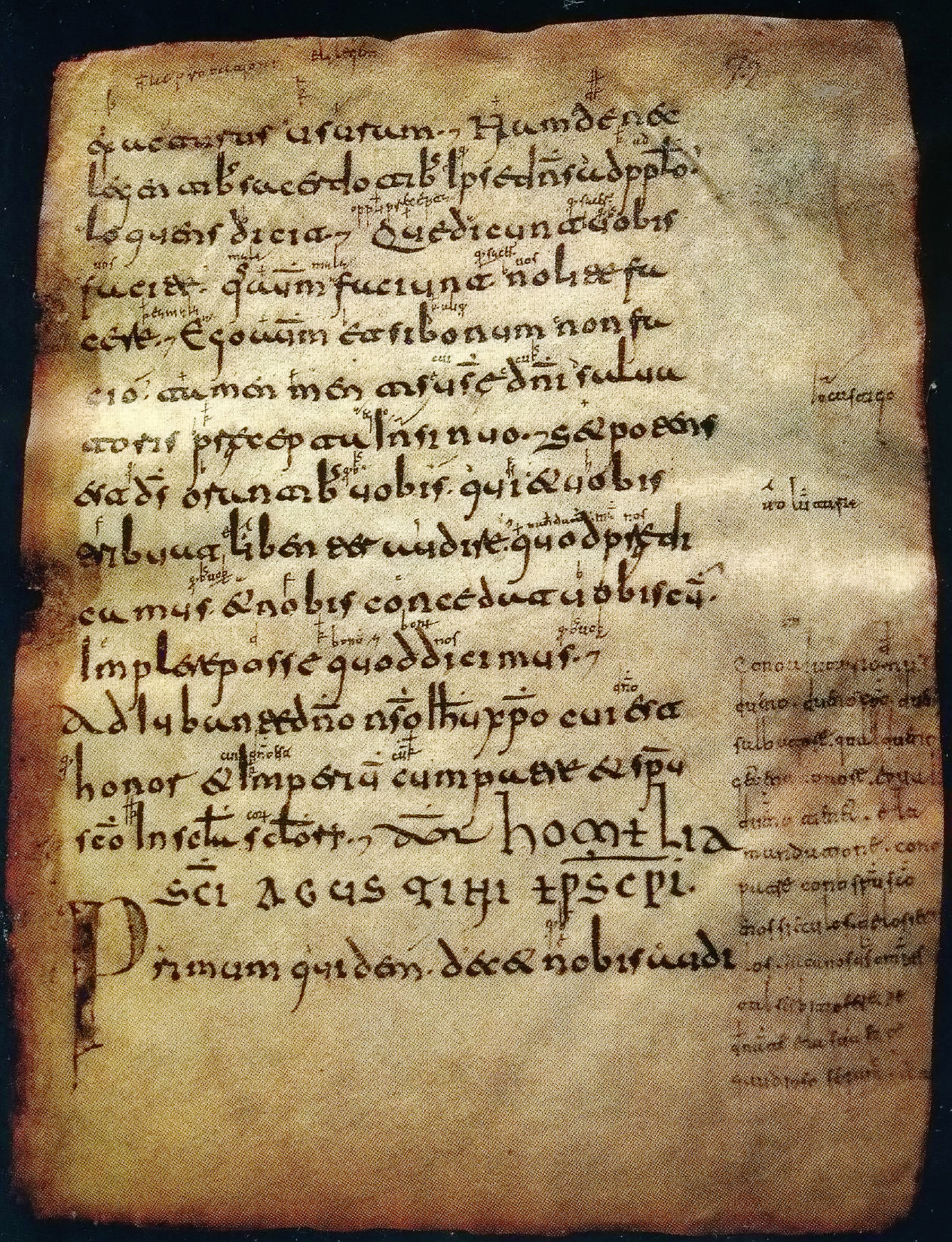
Glosas Emilianenses sono annotazioni, aggiunte a questo codice latino, che vengono considerate le prime frasi scritte in lingua castigliana.

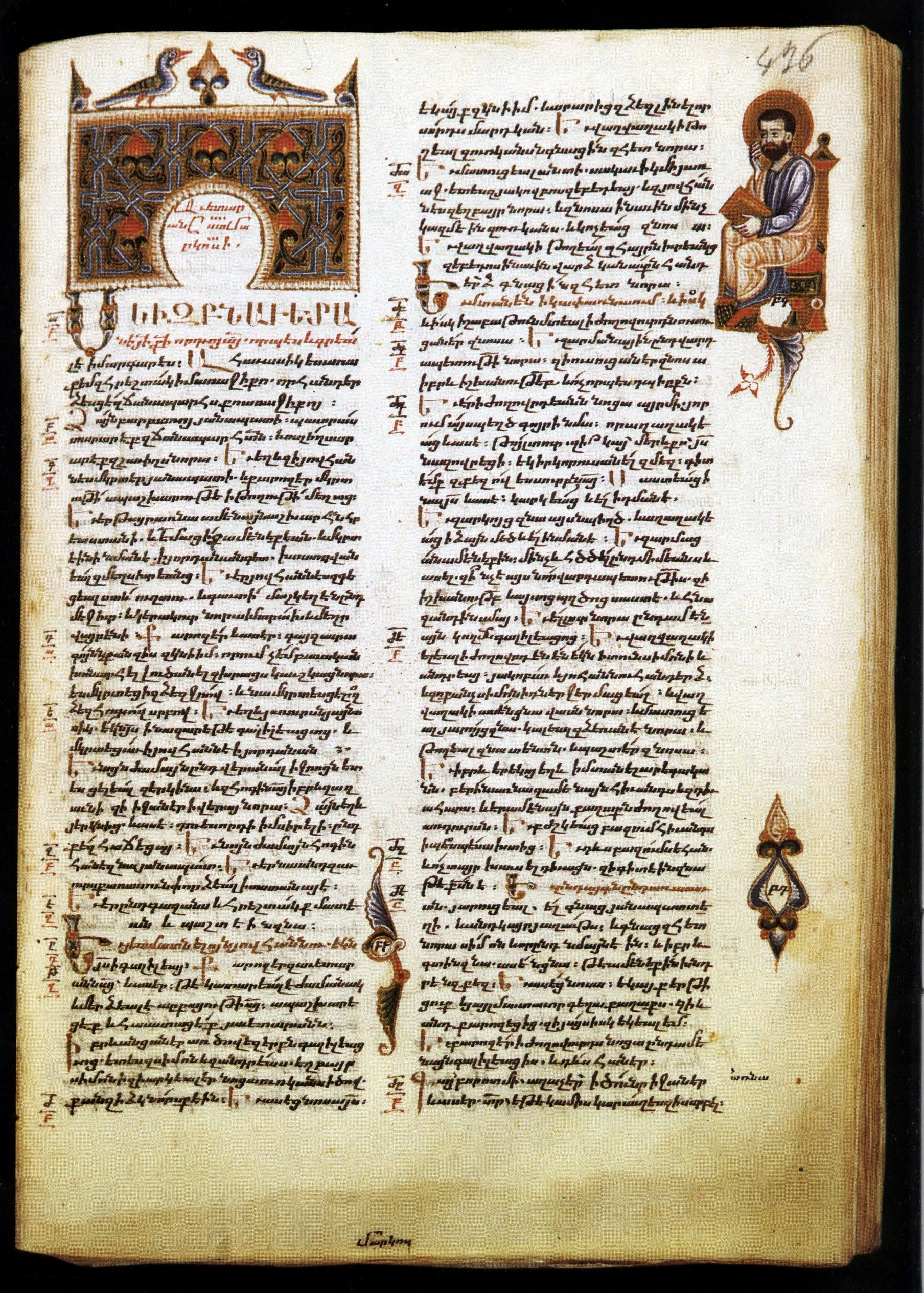
Una pagina da un manoscritto miniato con marginalia dipinti.

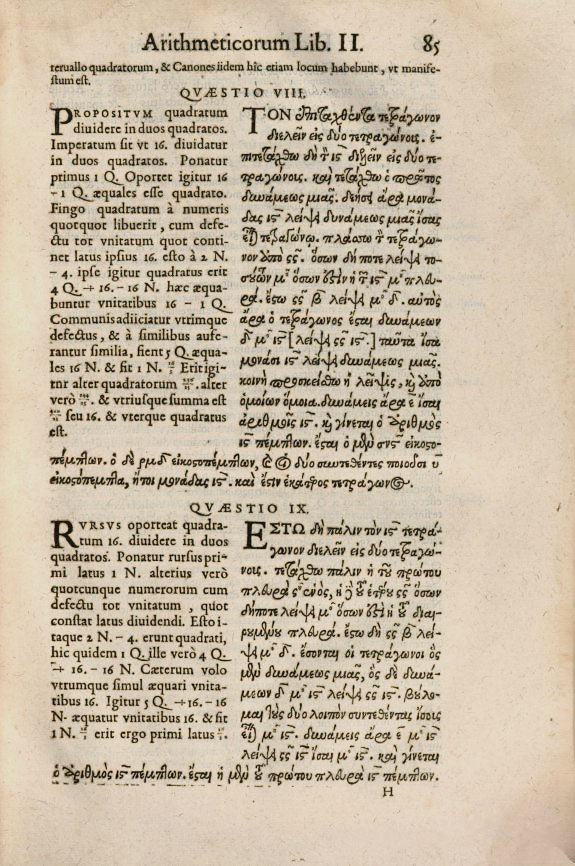
Quaestio II.8 nell'edizione 1621 dellArithmetica di Diofanto di Alessandria, il cui margine destro è divenuto famoso per l'annotazione di Fermat sul suo "ultimo teorema".

I marginalia (solo al plurale; marginalium, invece, è il singolare dedotto di marginalia) sono annotazioni, scritte, glosse, commenti a margine di un libro, fatti da lettori, ma anche le decorazioni dei codici miniati che contornano le pagine.
Non debbono essere confusi con le annotazioni dei lettori, segnate sui libri (ad esempio stelle, crocette, ecc.). Il modo formale di aggiungere note descrittive di un documento è chiamato annotazione.

## Storia
Lo scolio sui manoscritti classici è la prima forma conosciuta di marginalia. Un famoso esempio di marginalia è quello sull'ultimo teorema di Fermat, il cui enunciato fu vergato a mano sul margine di un'edizione dell'Arithmetica di Diofanto di Alessandria: la mancanza della dimostrazione dopo l'enunciazione della tesi del teorema, veniva giustificata da Fermat proprio dalla ristrettezza dello spazio sul margine.
Il primo uso documentato del termine marginalia risale al 1819, e si rinviene nel Blackwood's Magazine. Dal 1845 al 1849 Edgar Allan Poe intitolò come marginalia alcune sue riflessioni e materiale frammentario. Samuel Coleridge pubblicò cinque volumi di marginalia.
Alcuni marginalia famosi erano vere e proprie opere, o i relativi progetti, scritti sul margine di un testo a causa della penuria di carta dell'autore. Voltaire scrisse nei margini di libri mentre si trovava in prigione e sir Walter Raleigh annotò su un libro una dichiarazione personale resa poco prima della sua esecuzione capitale. Il poeta inglese John Bethune, vivendo in ristrettezze economiche, doveva accontentarsi dell'unica carta che gli era disponibile, lo spazio a margine di libri.

## Valore dei marginalia
I marginalia possono aumentare o sminuire il valore di un libro, a seconda del libro e dell'autore dei marginalia. Marginalia di Tony Blair in un libro di Winston Churchill, per esempio, potrebbero aggiungere valore, mentre le annotazioni di uno studente in una edizione popolare di Oliver Twist hanno possibilmente minor valore.
La ricercatrice Catherine C. Marshall ha studiato il fenomeno dell'annotazione sui testi nel corso delle ricerche sul futuro dell'interfaccia utente. Ha scoperto che, in alcuni dipartimenti universitari, studenti consapevoli hanno l'abitudine di passare in rassegna pile di libri di testo presso rivenditori di testi usati alla ricerca di copie con annotazioni di valore. Gli studenti hanno mostrato apprezzamento per le conoscenze distillate dai loro predecessori attraverso le annotazioni.

## Marginalia su formati digitali
L'introduzione, nel XX secolo, dei formati di scrittura digitale ha portato a una ridefinizione del significato di scritture sui margini dei libri. A cominciare dagli anni novanta del Novecento, sono stati fatti diversi tentativi per progettare e mettere in vendita dei lettori di e-book che facilitassero la possibilità di inserire una forma limitata di marginalia. Nel 2004, la Sony Librie EBR-1000EP introdusse nei suoi lettori digitali una minuscola ma completa tastiera qwerty proprio per permettere la creazione di marginalia e segnalibri.